# Artak Grigorian
Pour les articles homonymes, voir Grigorian.
Artak Grigorian, en arménien : Արտակ Գրիգորյան, né le 19 octobre 1987 à Erevan, est un footballeur international arménien évoluant au poste de milieu de terrain.

## Biographie

### En club
Le 24 septembre 2009, lors de la Supercoupe d'Arménie, il est l'auteur d'un doublé contre le club du Pyunik Erevan.
Il participe aux tours préliminaires de la Ligue des champions et de la Ligue Europa.
Il dispute plus de 200 matchs en première division arménienne.

### En équipe nationale
Il reçoit sa première sélection en équipe d'Arménie le 11 août 2010, en amical contre l'équipe d'Iran (défaite 1-3 à Erevan). Il n'est ensuite plus appelé en équipe nationale pendant plus de cinq ans. Il joue son deuxième match en équipe nationale le 8 octobre 2015, en amical contre la France (défaite 4-0 à Nice). 
Lors de l'année 2016, il dispute trois matchs rentrant dans le cadre des éliminatoires du mondial 2018, contre la Roumanie, la Pologne, et le Monténégro. Les arméniens l'emportent 3-2 sur les joueurs monténégrins, ce qui constitue la première victoire d'Artak Grigorian en équipe nationale.

## Palmarès
- Champion d'Arménie en 2011 avec l'Ulisses FC et en 2016 et 2017 avec l'Alashkert FC.
- Finaliste de la Coupe d'Arménie en 2014 avec le Gandzasar Kapan et en 2015 avec le Mika Ashtarak.
- Vainqueur de la Supercoupe d'Arménie en 2009 avec l'Ararat Erevan.